# Малый триамбический икосаэдр
| Малый триамбический икосаэдр        | Малый триамбический икосаэдр                 |
| ----------------------------------- | -------------------------------------------- |
| Вид на многогранник с вершины/грани |                                              |
| Тип                                 | Двойственный к полуправильному многограннику |
| Индекс                              | DU30, 2/59, W26                              |
| Элементы                            | Г = 20, Р = 60 В = 32 (χ = −8)               |
| Группа симметрии                    | Икосаэдрическая группа симметрии (Ih)        |
| Двойственный многогранник           | Малый дитригональный икосододекаэдр          |

Малый триамбический икосаэдр — первая звёздчатая форма икосаэдра. Его грань - шестиугольник с вращательной симметрией третьего порядка. У него два типа вершин по конфигурации: первые — по 3 грани, вторые — по 5 с чередованием. Иногда он ошибочно называется триакисикосаэдр. «Кис» в названии означает, что на каждой грани многогранника надо построить пирамиду. Но у триакисикосаэдра высота пирамид над гранями начального икосаэдра не делает его невыпуклым.

## Как звёздчатая форма
Каждая грань этой звезды составлена из трёх отсеков под номером 1(см. рисунок ниже).

## Галерея

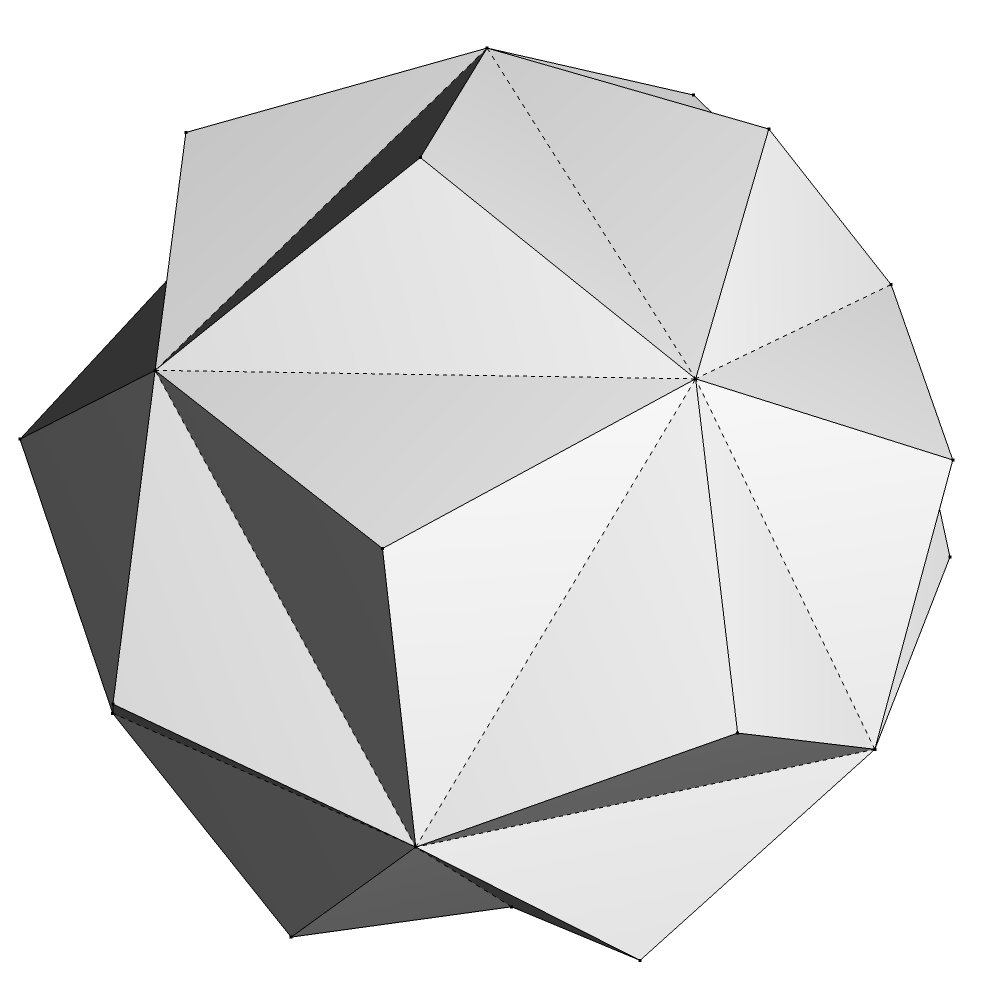
Вид из точки, не лежащей на плоскости симметрии
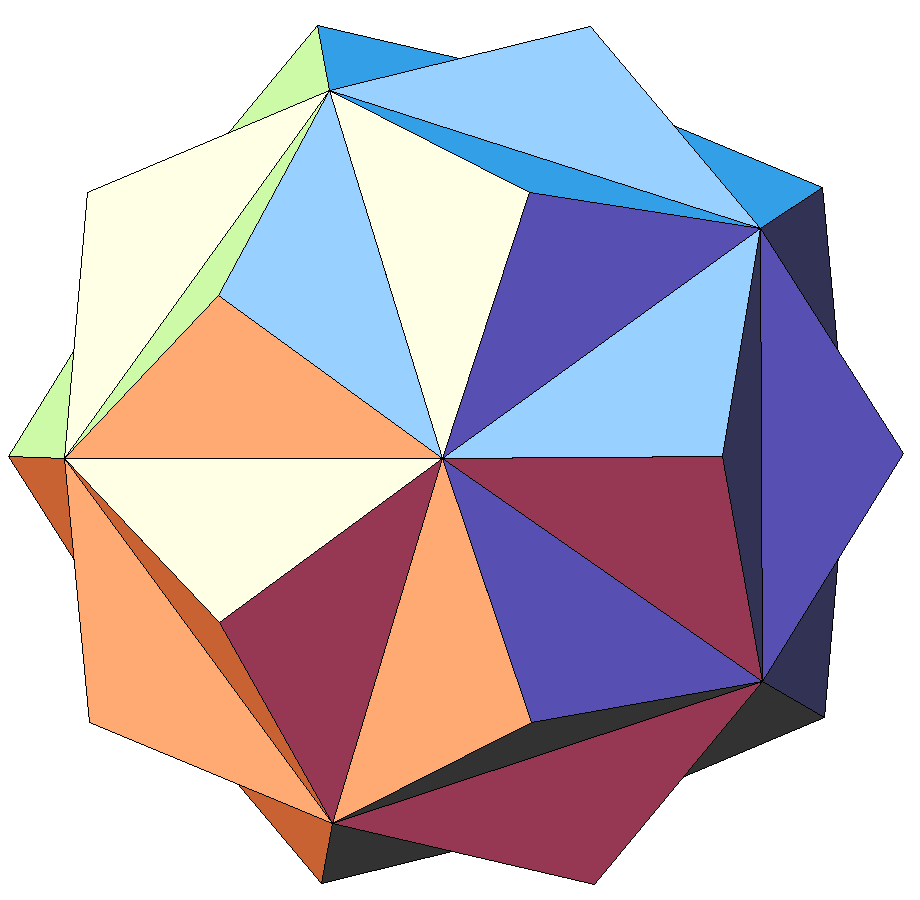
Цветные грани
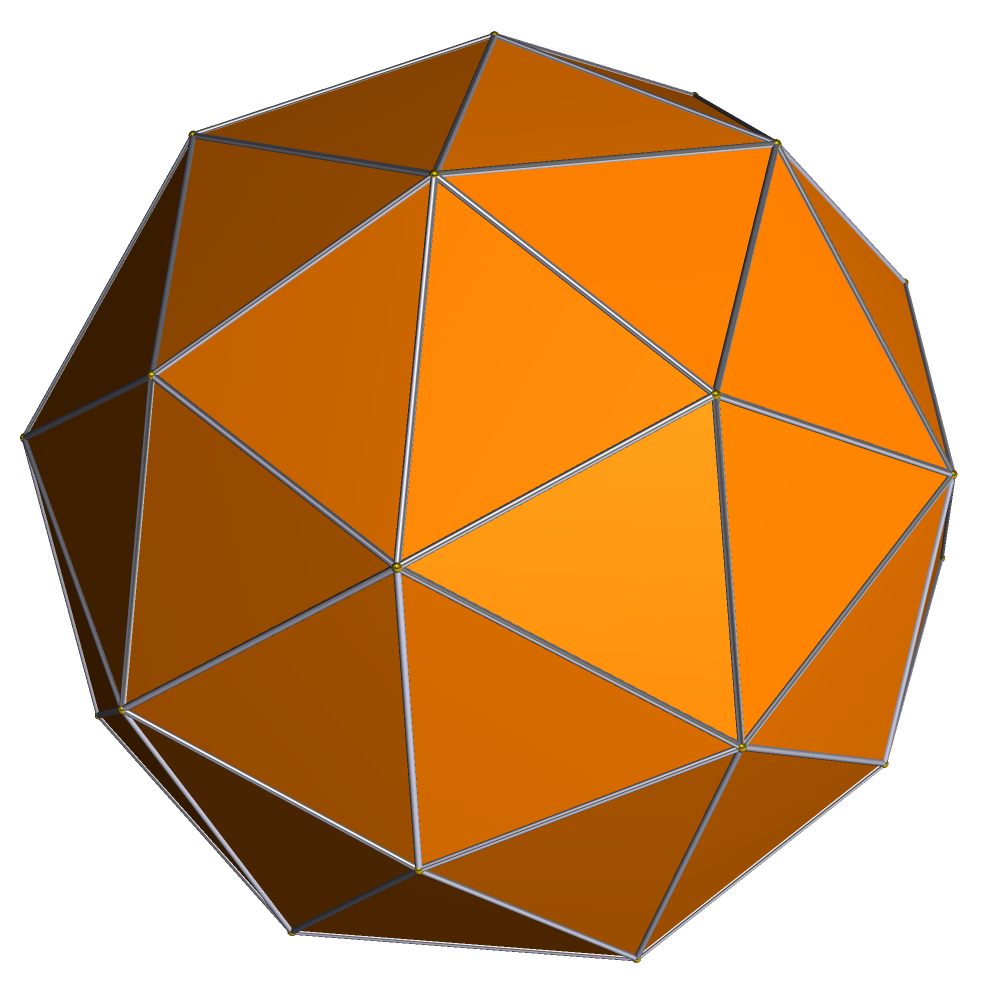
Выпуклая оболочка
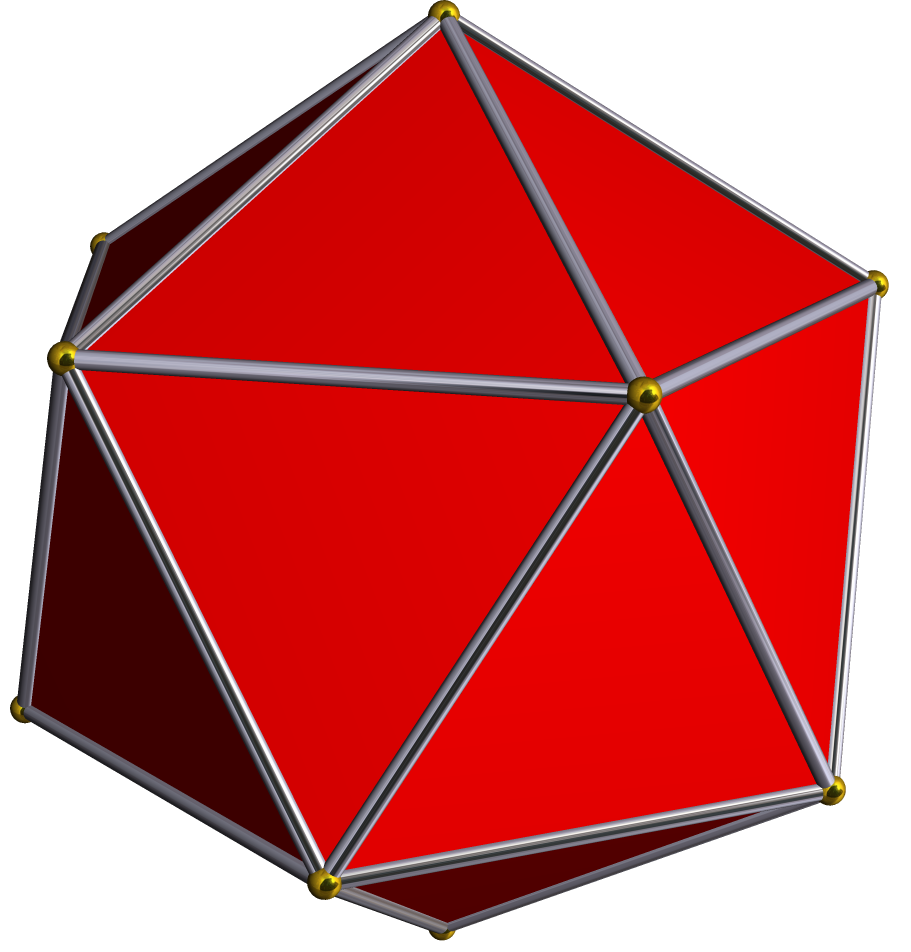
Звёздчатое ядро